# Bằng lăng nhiều hoa
Bằng lăng nhiều hoa (danh pháp hai phần: Lagerstroemia floribunda) là một loài thực vật thuộc họ Bằng lăng (Lythraceae).

## Đặc điểm
Cây gỗ, cao 10 – 15m. Thân mập xốp, màu xám nâu, gần nhẵn, phân cành lớn, cao, tán rộng, dày. Lá đơn mọc đối hay gần đối, dạng bầu dục thuôn đều; đầu lá tù hẹp có mũi nhọn, gốc tù rộng, màu xanh bóng dày, dai, nhẵn; dài 15 – 20 cm; gân bên 12 - 14 đôi, mảnh, nối lại với nhau ở mép lá. Cuống lá dài 1 cm. Cụm hoa hình chùy mọc ở đầu cành. Hoa có màu trắng hoặc tím nhạt xen lẫn nhau; cuống chung có lông mịn màu vàng nhạt; nụ hoa thuôn hẹp ở gốc, rộng ở đỉnh; cánh hoa 4 – 5 cao 1,5 cm, nhăn nheo, có cuống đính trên ống đài. Nhị nhiều. Quả nang thuôn tròn, dài 1,2 – 1,6 cm, mở làm 5 mảnh. Hột nhiều, dài 1,1 cm, có cánh.

## Phân bố
Bằng lăng nhiều hoa là loài thực vật bản địa ở Campuchia, Thái Lan, Việt Nam, Malaysia.

## Công dụng
Cây cho gỗ tốt dùng trong xây dựng, đóng đồ đạc, làm ván làm đồ mĩ nghệ. Ngoài ra còn được trồng làm kiểng.

## Hình ảnh

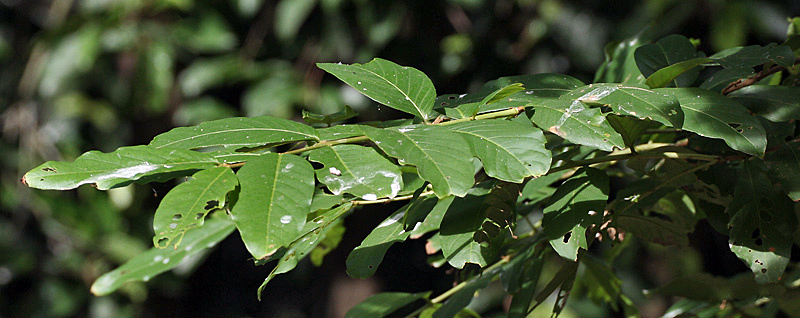
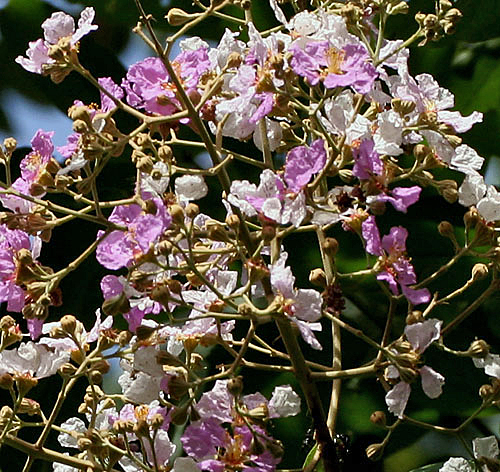
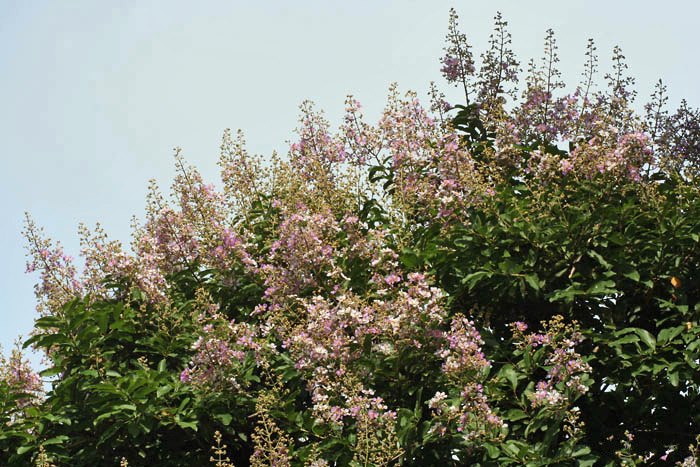
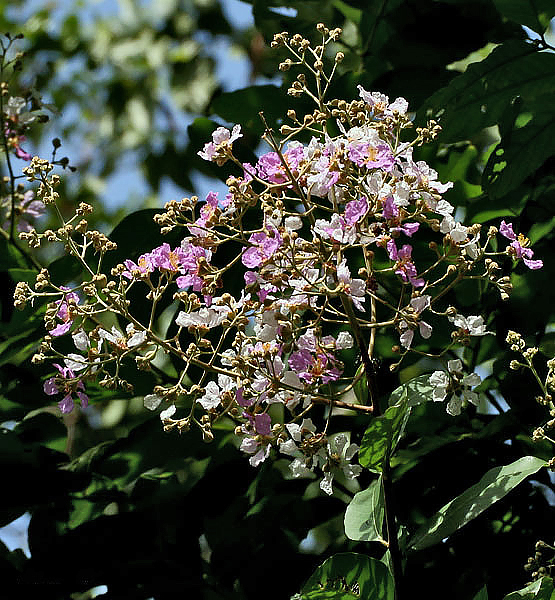
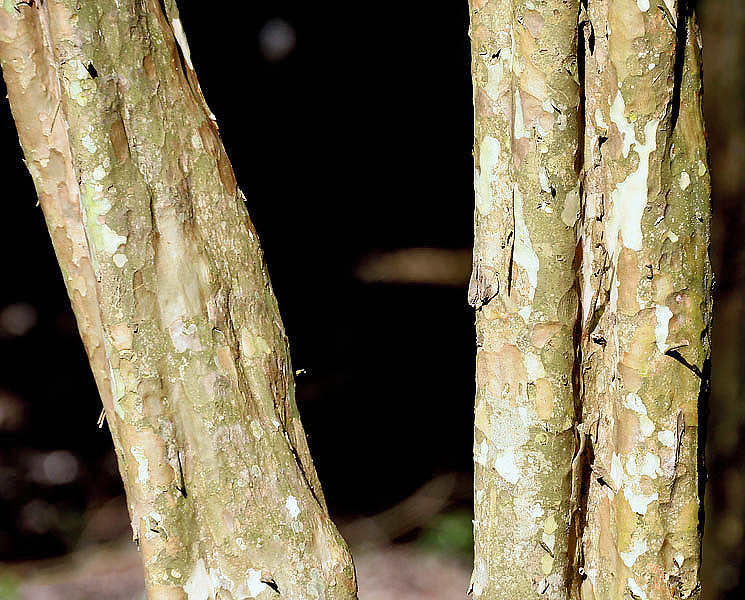